# Мосягин, Вячеслав Викторович
Вячеслав Викторович Мосягин (12 июня 1953, Потсдам, Германия) — советский и российский библиотечный деятель, директор НБ МГУ. Заслуженный работник культуры Российской Федерации (2015).

## Биография
Родился 12 июня 1953 года в Потсдаме. В 1970 году поступил на механико-математический факультет МГУ, который он окончил в 1975 году. В 1975 году был принят на комсомольскую работу и проработал вплоть до 1984 года. В 1984 году работал в должности ведущего инженера в патентном отделе МГУ. В мае 1986 года был избран на должность директора НБ МГУ, данную должность он занимает и поныне. Под его руководством библиотека стала ещё более эффективна в работе, она вышла на международный уровень. Руководил группой по строительству нового здания библиотеки, распахнувшей свои двери в 2005 году.

## Научные работы
Основные научные работы посвящены библиотечным технологиям и технологиям ИКТ. Автор ряда научных работ.

## Награды и звания
- Медаль Пушкина (11 августа 2004 года) — за заслуги в области культуры, просвещения и большой вклад в изучение и сохранение культурного наследия[1].
- Заслуженный работник культуры Российской Федерации (3 февраля 2015 года) — за большие заслуги в развитии отечественной культуры и искусства, телерадиовещания, печати и многолетнюю плодотворную деятельность[2].